# Темиртауська міська адміністрація
Темірта́уська міська адміністрація (каз. Теміртау қаласы әкімдігі, рос. Темиртауская городская администрация) — адміністративна одиниця у складі Карагандинської області Казахстану, прирівнена до району. Адміністративний центр — місто Теміртау.
Населення — 176870 осіб (2021; 176496 у 2009, 181344 у 1999, 226983 у 1989).

## Склад
До складу міської адміністрації входять місто Темиртау та селищна адміністрація, яка утворена міським селищем:
| Адміністративна одиниця         | Населення, осіб (1999) | Населення, осіб (1999) | Населення, осіб (2009) | Населення, осіб (2021) |
| ------------------------------- | ---------------------- | ---------------------- | ---------------------- | ---------------------- |
| Теміртау, місто                 | 212382                 | 170481                 | 169590                 | 171019                 |
| Актауська селищна адміністрація | 14601                  | 10863                  | 6906                   | 5851                   |